# Liste deutscher Bezeichnungen ungarischer Orte

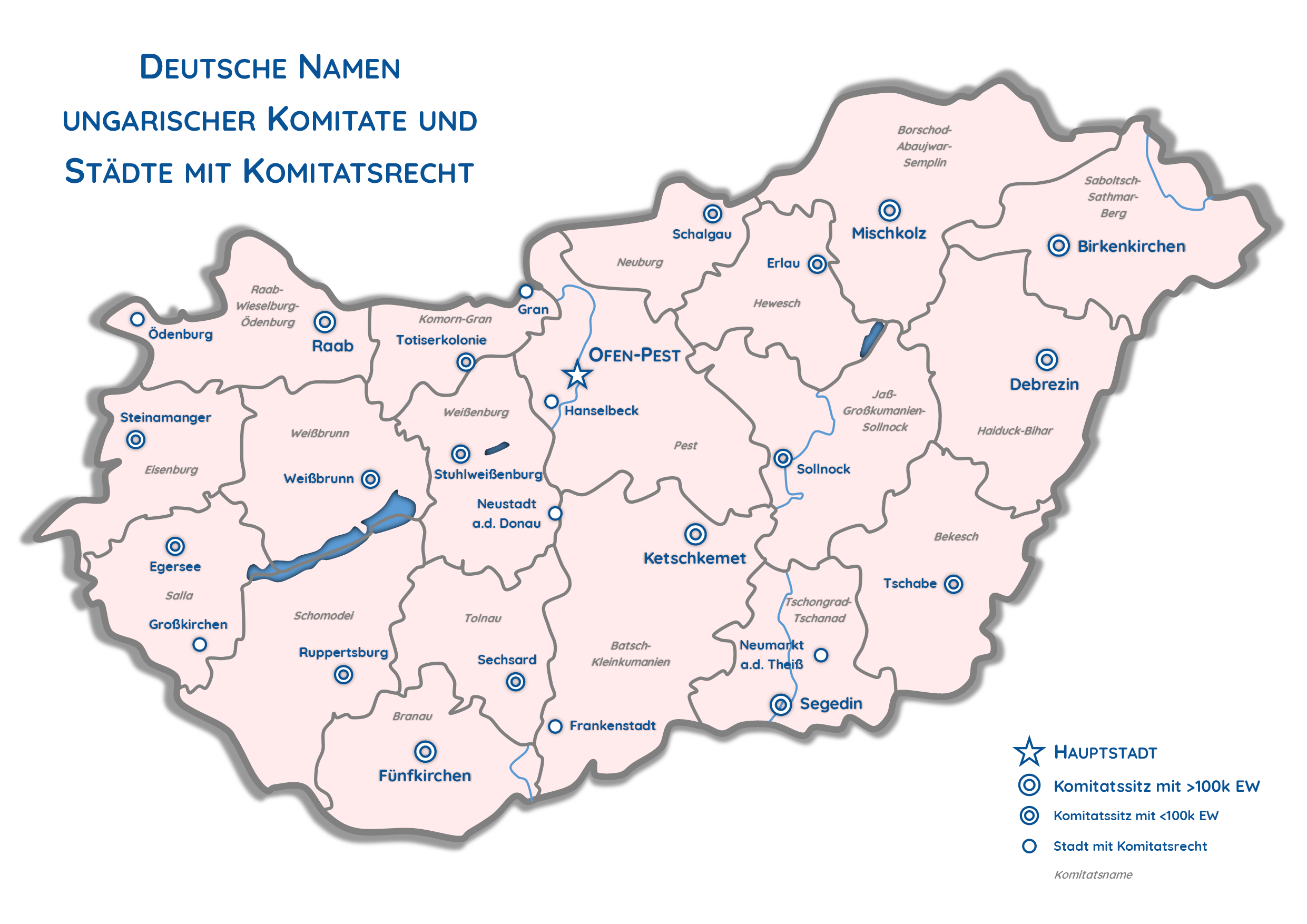
Deutsche Namen ungarischer Komitate und Städte mit Komitatsrecht

In dieser Liste werden ungarischen Orten (Städte, Flüsse, Inseln etc.) deren (ehemalige) deutsche Bezeichnungen gegenübergestellt, die sie aus deutschsprachiger Sicht heute noch tragen oder zu Zeiten trugen, als die Gebiete zur Donaumonarchie gehörten.
Historische Bezeichnungen, die im allgemeinen Gebrauch nicht mehr üblich sind (wohl aber im historischen), werden kursiv dargestellt.

## A
- Abaling: Abaliget
- Abtsdorf (auch Apadi): Bátaapáti
- Acker: Aka
- Ackerwe: Okorvölgy
- Adam: Adony
- Adlerberg: (Budapest-?) Sashegy
- Agendorf: Ágfalva
- Ahornbrunn: Iharkút
- Aigen: Felhévíz
- Ahlaß: Olasz
- Albertirscha: Albertirsa
- Almasch: Almáskamarás
- Almasch: Bácsalmás
- Altdorf (bei Békásmegyer): Ófalu
- Altdorf (bei Csepel): Ófalu
- Altdorf (bei Pesthidegkút): Ófalu
- Altgebirg (bei Kőbánya): Óhegy
- Altgebirg (bei Nagytétény): Óhegy
- Altglashütte:Óbánya
- Altofen: Óbuda
- Altschladen: Pusztacsalád
- Altschutt-?-Altschutt: Alcsútdoboz-Alcsút
- Amhagen: Fertőhomok
- Apadi (auch Abtsdorf): Bátaapáti
- Aprehant: Aparhant
- Aquinkum: Aquincum
- Atschau: Vértesacsa
- Atta: Áta
- Augstin: Tata-Agostyán
- Augustin: Agostyán

## B
- Baar: Bár
- Badeseck: Bátaszék
- Bad Plattensee: Balatonfüred
- Bailand: Hercegszentmárton
- Baaje : Baja
- Balingen: Balinka
- Balken: Palkonya
- Bandau: Bánd
- Barnig: Barnag
- Bartsch (auch: Draustadt): Barcs
- Bath: Páty
- Batsch-Sankt-Georg: Bácsszentgyörgy
- Bawarz: Babarc
- Bellitsch: Belecska
- Belward: Belvárdgyula
- Behrend: Beremend
- Bering: Diósberény
- Berkina: Berkenye
- Berkisch: Berkesd
- Berseneck: Bezedek
- Bertzel b.Zieglet: Ceglédbercel
- Berzel: Ceglédbercel
- Besinge: Bőszénfa
- Binsenhelm: Pincehely
- Birkenheim im Donauwinkel: Berkenye
- Birkenkirchen: Nyíregyháza
- Bisching: Bisse
- Bischofsmarok: Erdősmárok
- Bischofssanktelisabeth: Erzsébet
- Bleigraben: Olmod
- Blindenburg, Plintenburg, Witzegrad: Visegrád
- Blindenburger Geb., Witzegrader Geb: Visegrádi-hgs. ¹
- Blocksberg (auch: Gerhardsberg): (Budapest-?) Gellérthegy
- Boden: Fazekasboda
- Bodigaß: Boldogasszonyfa
- Bogdan: Dunabogdány
- Bohl: Bóly
- Böhmischhütten: Csehbánya
- Bonnhard: Bonyhád
- Borschod: Bácsborsód
- Boschok: Palotabozsok
- Bootsch: Pócsa
- Brüdersberg: (Budapest-?) Testvérhegy
- Brunntal: (Budapest-?) Kútvölgy
- Burgerberg: Sasad
- Burjad: Borjád
- Butsching: Bucsu

## C
- Christinestadt: (Budapest-?) Krisztinaváros

## D
- Donau: Duna
- Donaudorf: Dunafalva
- Donaustadt: Dunaújváros
- Drau: Dráva
- Dachau: Dág
- Dachau b.Drostdorf: Dág
- Debrezin: Debrecen
- Deetsch: Decs
- Deutschbohl: Bóly
- Deutschdorf: Egervölgy
- Deutschdorf: Hidor
- Deutschdorf: Kőszegdoroszló
- Deutschdorf: Németfalu
- Deutschenthal: (Budapest-?) Németvölgy
- Deutschhütten: Németbánya
- Deutsch-Jula: Gyula
- Deutschkönigsdorf: Bakonyszentkirály
- Deutschland: Németlad
- Deutschlukafa: Németlukafa
- Deutschmarkt: Bakonyszombathely
- Deutschmarok: Márok
- Deutschpilsen: Nagybörzsöny
- Deutschtewel: Nagytevel
- Deutschweken: Nagyvejke
- Dewetsch: Pécsdevecser
- Djoma: Gyoma
- Doone: Duna
- Drachendorf: Bakonysárkány
- Draustadt (auch: Bartsch): Barcs
- Dreihotterberg: (Budapest-) Hármashatár-hegy
- Drostdorf: Dorog
- Duschau: Duzs
- Duschigwehrend: Tósokberénd

## E
- Ebergötzen: Ebergőc
- Eckersdorf: Szakonyfalu
- Egersee: Zalaegerszeg
- Egrad: Egerág
- Eickau: Ajka
  - Eickau-Wuding: Ajka-Bódé ¹
  - Eickau-Duschigwehrend: Ajka-Tósokberénd ¹
- Eickaurendeck: Ajkarendek ¹
- Eideck: Etyek
- Eikau: Ajka
- Eikaureindel: Ajkarendek
- Einsiedlerberg: (Budapest-?) Remetehegy
- Eisenbrunn: Vaskút
- Eisenburg: Vasvár[1]
- Eisenburggroßdorf: Vaskeresztes
- Elek: Elek
- Elend: Ellend
- Elisabethstadt: Erzsébetváros
- Elisabethstadt: Budapest-Pesterzsébet
- Endritz: Endrőc
- Engelsfeld: (Budapest-?) Angyalföld
- Erben: Üröm
- Erewin: Örvényes
- Erlau: Eger[1]
- Etschi: Ecseny
- Eugensinsel: Csepel-sziget

## F
- Falschnone: Felsőnána
- Fünfkirchen: Pécs
- Fünfkirchen-Eisenau: Pécs-Vasas
- Fünfkirchen-Heiligbrunn: Pécs-Mecsekszentkút
- Fünfkirchen-Seibolds: Pécs-Mecsekszabolcs
- Feldhut: Őrmező
- Fichtenhöh: Fenyőfő
- Filatoriried: (Budapest-?) Filatorigát
- Fired, Firet: Balatonfüred
- Fischerstädtel: Halászváros
- Fonjod: Fonyód
- Frankenstadt: Baja
- Franzstadt: Ferencváros
- Freistadt: Nagymaros
- Freiweis: Fűzvölgy
- Fünfkirchen: Pécs[1]
  - Fünfkirchen-Eisenau: Pécs-Vasas
  - Fünfkirchen-Heiligbrunn: Pécs-Mecsekszentkút ¹
  - Fünfkirchen-Seibolds: Pécs-Mecsekszabolcs ¹
- Fünfkirchenwardein: Pécsvárad ¹
- Füssen: Somogyfajsz

## G
- Gadatsch: Gadács
- Gahling: Máriakálnok
- Galgenberg: Dobogó
- Galine: Katalinpuszta
- Gallas, (auch Kallaß): Kalaznó
- Gant: Gánt
- Gant-Kappeln: Gánt-Kápolnapuszta
- Gartenbergel: Széphalom
- Gasting: Gasztony
- Gentschdorf: Maygargencs
- Gerhardsberg (auch: Blocksberg): Gellérthegy
- Gereschlack: Geresdlak
- Gerienisch: Gerényes
- Gerisdorf: Bakonygyirót
- Gerstlek: Kercseliget
- Gestitz: Várgesztes
- Getschingen: Cselegörcsöny
- Getterle: Gödöllő
- Gieck (auch: Kiek): Kéty
- Ginisdorf: Nemesmedves
- Gissing: Sopronkövesd
- Godischa: Godisa
- Gödring-Kreuzdörfel: Gödre-Gödrekeresztúr
- Goldberg: (Budapest-?) Aranyhegy
- Gowisch:  Villánykövesd
- Gran: Esztergom[1]
- Grawitz: Grábóc
- Großandrä: Fertőendréd
- Großbaratschka: Nagybaracska
- Großbergl: Nagyberki
- Großbergl-Kleinbergl: Nagyberki-Kisberki
- Großbudmer: Nagybudmér
- Großdorf: Vaskeresztes
- Großestergai: Nagyesztergár
- Großhidikut: Nagyhidegkút
- Groß-Karol: Nagykaroly
- Großkirchen: Nagykanizsa
- Großkowatsch: Nagykovácsi
- Großkulken: Nagykölked
- Großmanok: Nagymányok
- Großmorast: (Budapest-?) Mocsárosdűlő
- Großnaarad: Nagynyárád
- Großofenerinsel: Budapest-Óbudai-sziget
- Großsäckl: Nagyszékely
- Groß-Sigeth: Szigetvár
- Großteting: (Budapest-?) Nagytétény
- Großturwall: Törökbálint
- Großvaschon: Nagyvázsony
- Großzinkendorf: Nagycenk
- Grünboglar: Vértesboglár
- Guriza: Gorica
- Güns: Kőszeg[1]
- Gürschen: Görcsöny

## H
- Haintal: Ligetfalva
- Hajasch: Hajós
- Hallasch: Kiskunhalas
- Hanselbeck: Érd
- Harast: Dunaharaszti
- Harastin: Harasztifalu
- Harkau: Harka
- Harkau: Magyarfalva
- Harosch: Háros
- Harschad: Somogyhárságy
- Harsting: Egyházasharaszti
- Hartau: Harta
- Haschad: Hásságy
- Hedjeß; auch :Hidjeß: Hőgyész
- Heils: Répcevis
- Heimasch: Nagyhajmás
- Herminenfeld: (Budapest-?) Herminamező
- Herrbrunn: Úrkút
- Herrendorf: Herend
- Herzogendorf: Hercegfalva seit 1951: Mezőfalva
- Hetfehell: Hetvehely
- Hetting: Hosszúhetény
- Hidasch: Hidas
- Hidikut: Pesthidegkút
- Hirrekut: Keszőhidegkút
- Hodis: Hegyháthodász
- Holling: Fertőboz
- Homelk: Almamellék
- Hommigg: Kaposhomok
- Hotterbergl: Adyliget
- Huthweide: Nyék

## I
- Iklad: Iklad
- Illutsch: Illocska
- Innenstadt: (Budapest-?) Belváros
- Inselburg: Szigetvár
- Inselneudorf: Szigetújfalu
- Inselsanktmartin: Szigetszentmárton
- Inselspitz: Szigetcsúcs
- Ismi: Izmény
- Iwafa: Ibafa
- Iwanbottian: Ivánbattyán
- Iwandarde: Ivándárda

## J
- Jackfall: Kisjakabfalva
- Jagonak: Jágónak
- Jahrmarkt: Balassagyarmat
- Jakobsdorf im Buchenwald (auch Jakau): Bakonyjákó
- Jakobsdorf am Plattensee: Szentjakabfa
- Jakobshof: Jakabháza
- Janoschi: Mecsekjánosi
- Jaß: Jász
- Jeine: Budajenő
- Jening: Baranyajenő
- Jink: Gyönk
- Jepsching: Bakonygyepes
- Jerewe: Györe
- Jerking: Györköny
- Jood: Gyód
- Johannisberg: (Budapest-?) Jánoshegy
- Josephsberg: Szemlőhegy
- Josephstadt: Józsefváros

## K
- Komorn: Komárom
- Kaan: Kán
- Kaiserdamm (auch: Tschasartet): Császártöltés
- Kaiserwald: Királyerdő
- Kalasch: Budakalász
- Kallaß, (auch Gallas): Kalaznó
- Kaltenstein: Levél
- Kaltenberg: Nadap
- Kaltenbrunn bei Weißbrunn: Veszprémhidegkút
- Kammerwald: Kamaraerdő
- Karlsdorf: Karolyfalva
- Kascha: Kiskassa
- Kattelhof: Kátoly
- Kätschke: Kecskéd
- Kedri: Gödre
- Kemend: Máriakémend
- Kemling: Dunakömlőd
- Kerestur: Almáskeresztúr
- Kesthell: Keszthely
- Ketsching: Görcsönydoboka
- Kewling: Köblény
- Kiek (auch: Gieck): Kéty
- Kikisch: Kékesd
- Kimling: Kimle
- Kirment: Körmend
- Kirne: Környe
- Kirwall: Máriahalom
- Kischludt: Kislőd
- Kischnaarad: Kisnyárád
- Klaadarmisch (Kleindarmisch): Kistormás
- Klein Mariazell: Celldömölk
- Klein Zell: Sárvár
- Kleinbudmer: Kisbudmér
- Kleindorog: Kisdorog
- Kleinhaimasch: Kishajmás
- Kleinhidikut: Kishidegkút
- Klaamanok auch: Kleinmanok: Kismányok
- Kleinneustadt: Kismaros
- Kleinpest: Budapest-Kispest
- Kleinschwabenberg: (Budapest-?) Kissvábhegy
- Kleinteting: Budapest-Budatétény
- Kleinturwall: Torbágy
- Kleinwardein: Kisvárda
- Kleinwecken: Kisvejke
- Kleinzell: Kiscell
- Kohlbenhof: Kópháza
- Kohlnhof: Kópháza
- Kockrsch: Kakasd
- Kollotschau: Kalocsa
- Kompolt: Kápolna
- Kopisch, auch: Ruppertsberg, Ruppertsburg: Kaposvár
- Koppen im Buchenwald: Bakonykoppány
- Kornthal im Buchenwald: Kolontár
- Körösch: Kiskőrös
- Kosar: Nagykozár
- Kötsching: Köcse
- Kremling:Németkér
- Krendorf: Tormás
- Krenfeld: (Budapest-?) Kelenföld
- Kreutzenwinkel: (Budapest-?) Kurucles
- Kroatisch Schützen: Horvátlövő
- Kroatisch Kimling: Horvátkimle
- Kroisbach: Fertőrákos
- Krottendorf: (Budapest-?) Békásmegyer
- Krowotisch-Hertelen: Horváthertelend
- Kühlestal: Hűvösvölgy
- Kukukberg (Dreihotter): (Budapest-?) Csillebérc
- Kulken: Kölked
- Kumbai: Kunbaja
- Kumlau: Komló
- Kuti: Bakonykúti

## L
- Labeland: Lábatlan
  - Labeland-Fischern: Lábatlan-Piszke
- Laademe : Ladomány
- Lagerberg: (Budapest-?) Táborhegy
- Langental: Hosszúvölgy
- Langeried: Hosszúrét
- Lantschuk: Lánycsók
- Lappantsch:Lapáncsa
- Laßhetting: Lovászhetény
- Laßldorf: Bakonyszentlászló
- Lauschbrünn: Lovasberény
- Lederergraben: Irhásárok
- Leiden: Lébénymiklós
- Leinwar (auch Mädchenburg): Leányvár
- Lendl: Lengyel
- Leopoldifeld: Lipótmező
- Leopoldstadt: (Budapest-?) Lipótváros
- Letting Vitnyéd
- Lindenberg: Hárshegy
- Lindenbrunn: Hárskút
- Lipowitz: Kislippó
- Lippwar: Lippó
- Litower: Liptód
- Loischkomorn: Lajoskomárom
- Losing: Nagylózs, kroatisch: Luoža
- Lothard: Lothárd
- Lott: Lad

## M
- Maan: Mány
- Mädchenburg (auch Leinwar): Leányvár
- Magotsch: Mágocs
- Mahdried: (Budapest-?) Kaszásdűlő
- Maiesch: Majos
- Maisbrünn: Mezőberény
- Maisch: Majs
- Marase: Maráza
- Maratz: Mórágy
- Margareteninsel:(Budapest-?) Margitsziget
- Maria-Eichel: Makkosmária
- Maria-Einsiedl: Máriaremete
- Mariajud:Máriagyűd
- Markt Schützen: Lövő
- Markusdorf: Márkó
- Marotz: Hegyhátmaróc
- Martinsberg: Pannonhalma
- Matthiasberg: (Budapest-?) Mátyáshegy
- Matthiasfeld: (Budapest-?) Mátyásföld
- Meknitsch: Mekényes
- Mesch (auch: Mötschau): Mőzs
- Metschelad: Alsómocsolád
- Metschge: Erdösmecske
- Metschke: Mőcsény
- Mischkolz: Miskolc
- Mischlen: Kozármisleny
- Moderesch: Mogyorósbánya
- Mohatsch: Mohács
- Moor:Mór
- Moosburg: Zalavár
- Mötschau (auch: Mesch): Mőzs
- Müllerinsel: Molnár-sziget
- Munjerod: Monyoród
- Mur: Mura
- Murgau:Murga
- Mutsching: Mucsi
- Mutschwa: Mucsfa

## N
- Naane: Alsonána
- Nadasch (Bischofnadasch): Mecseknádasd
- Nadjpohl: Nagypall
- Nadwar: Nemesnádudvar
- Nagotsch: Nágocs
- Nahring: Narda
- Nannau: Bakonynána
- Naßraden: Márianosztra
- Nessmühl: Neszmély
- Neuburg: Nógrád
- Neudak: Ág
- Neudörfel im Schildgebirge: Ujbarok
- Neudorf: Kétújfalu
- Neudorf a. d. Donau: Nyergesújfalu
- Neuglashütte: Kisújbánya
- Neuhartian: Újhartyán
- Neuhof: Előszállás
- Neupest: Budapest-Újpest
- Neuriß: Budapest-Budaliget
- Neusiedler See: Fertő-tó
- Neustadt an der Donau:Nagymaros
- Neustadt am Zeltberg: Sátoraljaújhely
- Neustädtl: Budapest-Pestújhely
- Neustift: Rátót
- Nigglau: Szigetszentmiklós
- Nieger: Nyögér
- Niklasing: Miklósi
- Niksbrod: Bize
- Nimmersch: Himesháza
- Nußthal: Diósárok

## O
- Ober-Allerheiligen: Felsőmindszent
- Obere Rakoscher Wiesen: Felsőrákos
- Obere und Untere Weide: Baross Gábor-telep
- Obergalla: Tatabánya-Felsőgalla
- Oberradling: Felsőrönök
- Ober-Sankt-Iwan: Felsőszentiván
- Oberschilding: Felsőcsatár
- Oberzemming: Felsőszölnök
- Ödenburg: Sopron
- Ofen: Buda
  - Ofenpesth-Adlerhügel: Budapest-Sashalom
  - Ofenpesth-Arpadfeld: Budapest-Árpádföld ¹
  - Ofenpesth-Auhügel: Budapest-Zugliget ¹
  - Ofenpesth-Etzelburg (mittelalterl.): Budapest-Óbuda ¹
  - Ofenpesth-Krottendorf: Budapest-Békásmegyer ¹
  - Ofenpesth-Krottendorf-Altendorf: Budapest-Békásmegyer-Ófalu ¹
  - Ofenpesth-Gebirge: Budapest-Hegyvidék ¹
  - Ofenpesth-Gerersdorf: Budapest-Rákoskeresztúr ¹
  - Ofenpesth-Gottesberg: Budapest-Istenhegy ¹
  - Ofenpesth-Innenstadt: Budapest-Belváros ¹
  - Ofenpesth-Lerchenfeld: Budapest-Zugló ¹
  - Ofenpesth-Mariaeinsiedel: Budapest-Máriaremete ¹
  - Ofenpesth-Neupalota: Budapest-Újpalota ¹
  - Ofenpesth-Neustädtel: Budapest-Pestújhely ¹
  - Ofenpesth-St.Elisabeth: Budapest-Pesterzsébet ¹
  - Ofenpesth-St.Emmerich: Budapest-Pestszentimre ¹
  - Ofenpesth-Schwarzer Kopf: Budapest-Adyliget ¹
  - Ofenpesth-Sternberg: Budapest-Csillaghegy ¹
- Ohfall: Ófalu
- Ofeloo: Ófalú
- Ohreslahn: Oroszlány
  - Ohreslahn-Kühanjasch: Oroszlány-Kőhányás
- Orasch: Diósd
- Oßlipp: Bakonyoszlop

## P
- Plankenhausen: Györsövényház
- Paar: Pári
- Pahl: Nagypall
- Paksch: Paks
- Paling i.d.Braunau: Palé
- Palkan: Palkonya
- Pallersdorf: Bezenye
- Palota:(Budapest-?) Rákospalota
- Palotainsel: Palotai sziget
- Pari: Pári
- Patland: Dőripatlan
- Paulitha: Pálvölgy
- Paumasch: Pomáz
- Pernau: Pornóapáti
- Peroldsdorf: Bakonypölöske
- Persching: Börzsöny
- Perwall: Perbál
- Pesth: Pest
- Pestherinsel: Népsziget
- Petersberg: Péterhegy
- Petersdorf: Bakonypéterd
- Petschwar: Pécsvárad
- Pinier: Pinnye
- Plattensee: Balaton
- Plintenburg: Visegrád
- Pöttelshausen: Petőháza
- Pogern: Pogány
- Polan: Magyarpolány
- Polern: Polány
- Polern: Magyarpolány
- Pootsch: Pócsa[2]
- Poppa: Pápa
- Porwa: Porva
- Potok am Bodroch: Sárospatak
- Pötsch: Máriapócs
- Prader: Barátúr
- Pressburg: Pozsony, heute Bratislava, Slowakei
- Promontor: Budapest-Budafok
- Prössing: Peresznye
- Prostrum: Szentpéterfa
- Pulau: Pula
- Punnia: Bonnya
- Pußtewaan: Pusztavám

## R
- Raab: Győr
- Raabfidisch: Rábafüzes
- Raab-Sankt-Michael: Vasszentmihály
- Radling: Rönök
- Ragendorf: Rajka
- Raitzenköpfl: (Budapest-?) Istenhegy
- Raitzenstadt: Tabán
- Raitznona auch Unternanau: Alsónána
- Ratkau: Rátka
- Rathold: Gyulafirátót
- Ratskoslar auch Raitzkosat: Egyházaskozár
- Ratzmetschke: Erdősmecske
- Ratzpeter: Újpetre
- Rautzenmarkt: Ráckeve
- Reicheried: (Budapest-?) Gazdagrét
- Retschingen: Dunaszekcső
- Roggendorf: Kiszsidány
- Romansdorf: Románd
- Rosenhügel: Rózsadomb
- Roßbrunn: Lókút
- Rotenburg: Pilisvörösvár
- Ruppertsberg:auch: Kopisch, Ruppertsburg Kaposvár
- Ruprecht: Hegyhátszentmárton
- Rust in der Raabau: Szil

## S
- Saad: Szégy
- Saake: Szálka
- Saar: Szár
- Sabern: Hercegszabar
- Sachsendorf: Szászfa
- Sachsenfeld: Budapest-Albertfalva
- Sagetal: Szakadát
- Salak: Szalatnak
- Salka: Máthészalka
- Salkau: Szálka
- Sammet: Szomód
- Sandeschewe: Erzsébet
- Sankt Georgen: Ják
- Sankt Niklas bei Leiden: Mosonszentmiklós
- Sankt Nikolaus: Dunaszentmiklós
- Sankt Nikolaus am Neusiedlersee: Fertőszentmiklós
- Sankt Veit: Velem
- Sankt Andrä: Szentendre
- Sankt-Gotthard: Szentgotthárd
- Sankt Iwan: Bakonyszentiván
- Sankt Iwan bei Ofen: Pilisszentiván
- Sankt Johann: Jánossomorja (Mosonszentjános)
- Sankt Lorenz: Pestlőrinc
- Sankt Martin: Szigetszentmárton
- Sankt Peter: Mosonszentpéter
- Sankt-Wolfs: Balf
- Sarasposten: Szárász
- Sarasch: Szárazd
- Saswar: Szászvár
- Sauwiesen: (Budapest-?) Pasarét
- Sauwinkelgraben: Rózsavölgy
- Sawer: Székelyszabar
- Schaal: Hegyhátsál
- Schalgotarjan: Salgótarján
- Schambeck: Zsámbék
- Schanzmark: Katymár
- Scharfeseck: (Budapest-?) Kelenvölgy
- Schargan: Bakonysárkány
- Scharock: Sárok
- Schaschd: Sásd
- Schaumar: Solymár
- Sechshard: Szekszárd
- Schitte: Süttő
- Schitzenhofen: Balatoncsicsó
- Schiwrak: Csibrák
  - Schiebrack: Csibrák
- Schiwrick: Zsibrik
- Schlippach am See: Fertőszéplak
- Schneckenberg: Csillaghegy
- Schomberg: Somberek
- Schöneichen: Széptölgyes
- Schönhelene: Szépilona
- Schöntal: (Budapest-?) Szépvölgy
- Schorokschar: (Budapest-?) Soroksár
- Schriedling: Csörötnek
- Schrollen: Sarród
- Schüttern: Süttő
- Schwabenberg: (Budapest-?) Svábhegy
- Schwabendorf: Kőszegfalva
- Schwabendorf an der Donau: Dunaharaszti
- Schwarzfeld: Feked
- Secksching: Kaposszekcső
- Seetschke: Dunaszekcsö
- Segedin: Szeged
- Seik: Szajk
- Sendelbach: Szendehely
- Sendelbach-Galline: Szendehely-Katalinpuszta
- Sendjerga: Baranyaszentgyörgy
- Senglasl: Szentlászló
- Sepetnek: Szepetnek
- Serentsch: Szerencs
- Siegersdorf: Horvátzsidány
- Sier: Szűr
- Sil: Somogyszil
- Siladj: Szilágy
- Silberberg: Ezüsthegy
- Sirtz: Zirc
- Sirtz-Gardischrieth: Zirc-Kardosrét
- Sitsch: Bakonyszücs
- Sitz: Szőc
- Sollnock: Szolnok
- Sombarthell: Bakonyszombathely
- Sonndorf: Szomor
- Sonnenberg (auch: Spiessberg): Naphegy
- Sonnenwirtswiese: (Budapest-?) Petneházy-rét
- Sorosch: Szorósad
- Spanischwiese: (Budapest-?) Spanyolrét
- Spatzendorf im Schildgebirge: Vereb
- Spiessberg (auch: Sonnenberg): Naphegy
- Spitzberg: Csúcshegy
- St. Gall: Szentgál
- St. Glasl: Szentlászló
- Staaben: Piliscsaba
- Stein am Anger (auch Steinamanger): Szombathely[1]
- Steinbruch: (Budapest-?) Kőbánya
- Steinriegel: Kővár
- Stephansfeld: (Budapest-?) Istvánmező
- Stimmersdorf im Buchenwald: Isztimér
- Straß-Sommerein: Hegyeshalom
- Stuhlweißenburg: Székesfehérvár[1]
- Sukid: Szőkéd
- Sulk: Szulok
- Surgetin: Szederkény

## T
- Taboldsdorf: Tabód
- Tadisdorf: Kemestaródfa
- Tarian: Tarján
- Tax: Taksony
- Teckel (Tekele): Tököl
- Tekisch: Tékes
- Tekladorf: Teklafalu
- Tekrisch: Tekeres
- Tening: Zsira
- Tennendorf: Tényő
- Tessier: Ácsteszér
- Tewel: Tevel
- Theiß: Tisza
- Theresienstadt: (Budapest-?) Terézváros
- Thomey: Cserszegtomaj
- Tiedisch: Csikóstöttös
- Tiedisch: Töttös
- Tofi: Tófű
- Tölleck: Telki
- Tolnau: Tolna
- Totis: Tata
- Totiserkolonie: Tatabánya
- Totwaschon: Tótvázsony
- Tranzensdorf: Sátoraljaújhely
- Trautsondorf: Hercegkút
- Tschabe: Békéscsaba
- Tschakabrünn: Csákberény
- Tschasartet (auch: Kaiserdamm): Császártöltés
- Tschatkau: Csatka
- Tschapring: Csepreg
- Tschatali: Csátalja
- Tschaunok: Csolnok
- Tschawa: Piliscsaba
- Tschawal: Csávoly
- Tschemmern: Csömör
- Tschepele: Csepel
- Tschewing: Csebény
- Tschickern: Csikéria
- Tschip: Szigetcsép
- Tschobing: Nemescsó
- Tschowanka: Csobánka
- Tubaken: Cseledoboka

## U
- Udwo: Udvar
- Überfuhr: Révfülöp
- Undten: Und
- Ungarisch-Altenburg: Mosonmagyaróvár
- Ungarisch-Bohl: Magyarbóly
- Ungarisch Eggrad: Magyaregregy
- Ungarisch-Minihof: Magyarlak
- Ungarischweke: Kisvejke
- Ungarn: Magyarország
- Ungersdorf an der Donau: Mogyorósbánya
- Unter-Debrö:Aldebrö
- Untergalla: Tatabánya-Alsógalla
- Unternanau auch Raitznona: Alsónána
- Unterradling: Alsórönök
- Unterzemming: Alsószölnök
- Urbaniberg: (Budapest-?) Orbánhegy
- Urbrunn: Úrkút

## V
- Vogelberg: Madárhegy

## W
- Waitzen: Vác[1]
- Wakan:  Vokány
- Wallendorf: Olaszfalu
- Wallern: Baj
- Wallonendorf: Olahfalva
- Wandorf: Sopronbánfalva
- Warasch: Apátvarasd
- Warasch: Bonyhádvarasd
- Wardum: Várdomb
- Waroli: Váralja
- Waschad: Varsád
- Waschludt: Városlőd
- Wasser: Kisvaszar
- Weindorf: Pilisborosjenő
- Weinhild: Tatabánya-Bánhida
- Wesing: Bezi
- Weißbrunn: Veszprém[1]
- Weißbuchenbrunn: Gyertyánkút
- Weißensee: Fehértó
- Wemend: Véménd
- Werischwar: Pilisvörösvár
- Werschend: Versend
- Wetsch: Szigetbecse
- Wetschesch: Vecsés
- Wettendorf: Vép
- Wetterbaum: Normafa
- Wetz: Vásárosbéc
- Wichs: Bük
- Wickerl: Bikal
- Wickisch: Bükkösd
- Wickisch-Maidorf: Bükkösd-Megyefa
- Wieb: Béb
- Wiehall: Bia Wia
- Wiehall-Kleinturwall: Biatorbágy
- Wiekatsch: Bikács
- Wieland: Villány
- Wieselburg: Mosonmagyaróvár[1]
- Wieselburg-Ungarisch Altenburg: Mosonmagyaróvár
- Wikatsch:Bikács
- Wikitsch: Bácsbokod
- Windischdorf: Rábatótfalu
- Windisch Warschendorf: Tótvázsony
- Wirtshäusl: Farkasgyepü
- Witschke: Bicske
- Witzegrad, Blindenburg, Plintenburg: Visegrád
- Witzegrader Geb., Blindenburger Geb.: Visegrádi-hgs. ¹
- Wolfs: Balf
- Wolfswiese: (Budapest-?) Farkasrét
- Wolfswiese: (Budapest-?) Farkasvölgy
- Wudersch: Budaörs
- Wudigeß: Budakeszi
- Wüstsommerein: Pusztasomorja

## Z
- Zackendorf: Cák
- Zanegg: Mosonszolnok
- Zickau: Cikó
- Zieglet: Cegléd
- Zierndorf: Ácsteszér
- Zopp an der Donau: Szob